# Petrică Petre
Petrică Petre (n. 7 mai 1954) este un fost deputat român în legislatura 1992-1996, ales în județul Brăila pe listele PDSR.
Petrică Petre a devenit deputat independent din iulie 1996. 